# Théorème de Carleson
Le théorème de Carleson est un résultat fondamental de l'analyse mathématique établissant la convergence ponctuelle presque partout de la série de Fourier des fonctions L2, c'est-à-dire de carré intégrable. Il a été prouvé par Lennart Carleson en 1966. 
Ce nom est également souvent utilisé pour se référer à l'extension du résultat proposée par Richard Hunt en 1968, aux fonctions Lp pour p ∈ ]1, +∞[ (connu sous le nom de Théorème de Carleson–Hunt) et aux résultats analogues de convergence ponctuelle presque partout des intégrales de Fourier, ce qui peut être démontré comme étant équivalent.